# 1916 (음반)
| 전문가 평가                   | 전문가 평가 |
| 평가 점수                     | 평가 점수   |
| 출처                          | 점수        |
| ----------------------------- | ----------- |
| AllMusic                      | [ 4 ]       |
| Robert Christgau              | A−          |
| Entertainment Weekly          | A+          |
| Classic Rock (reissue review) | 9/10        |
| Q                             | [ 8 ]       |
| Select                        | [ 9 ]       |
| Rolling Stone                 | [ 10 ]      |

《1916》은 1991년 2월 26일에 발매된 영국의 헤비 메탈 밴드 모터헤드의 아홉 번째 정규 음반이다. 그것은 WTG 레코드에서 그들의 첫 번째였다. 싱글 〈The One to Sing the Blues〉는 45위로 정점을 찍었다. 이 음반은 필 테일러가 드럼으로 참여한 마지막 모터헤드 음반이었다.

## 배경
1990년 모터헤드의 프론트맨 레미 킬미스터는 영국에서 미국으로 건너가 레인보우 바 앤 그릴에서 걸어갈 수 있는 거리에 있는 웨스트할리우드에 정착했다. 필 카슨이 이 밴드를 지휘하면서 《1916》 음반이 될 세션은 라몬즈, 토킹 헤즈, 리빙 컬러 등을 프로듀싱한 것으로 가장 잘 알려진 에드 스타시엄과 함께 시작되었다. 그 밴드는 그가 가야 한다고 결정하기 전에 프로듀서와 함께 네 곡을 녹음했다. 레미는 〈Going to Brazil〉을 믹스한 곡을 들었을 때, 4곡의 곡을 연주해 달라고 부탁했고, 그렇게 한 후, 밴드 모르게 박자와 탬버린을 들었다. 스타시엄은 해고되었고 피트 솔리는 프로듀서로 고용되었다.

## 녹음
《1916》은 모터헤드의 거의 4년 만의 첫 스튜디오 음반이었고, GWR 레코드와의 법적 분쟁 후에 WTG에서 그들의 첫 번째 발매가 해결되었다. 〈The One to Sing the Blues〉, 〈I'm So Bad (Baby I Don't Care)〉, 〈No Voices in the Sky〉, 〈Going to Brazil〉, 그리고 〈Shut You Down〉을 포함한 몇몇 곡들은 원래 모터헤드의 1989년과 1990년 투어에서 공연되었다. 타이틀곡은 레미의 노래가 가볍게 반주되는 특유의 느린 발라드 곡으로 제1차 세계 대전 중 전사한 젊은 병사들을 기리고 반성하는 곡이다.

## 곡 목록
모든 곡들은 특별한 언급이 없는 한 레미 킬미스터, 마이클 버스턴, 필 캠벨, 필 테일러에 의해 작사/작곡하였다.
| #   | 제목                               | 작사·작곡 | 재생 시간 |
| --- | ---------------------------------- | --------- | --------- |
| 1.  | 〈The One to Sing the Blues〉      |           | 3:08      |
| 2.  | 〈I'm So Bad (Baby I Don't Care)〉 |           | 3:14      |
| 3.  | 〈No Voices in the Sky〉           |           | 4:12      |
| 4.  | 〈Going to Brazil〉                |           | 2:31      |
| 5.  | 〈Nightmare / The Dreamtime〉      |           | 4:42      |
| 6.  | 〈Love Me Forever〉                |           | 5:28      |
| 7.  | 〈Angel City〉                     | 킬미스터  | 3:57      |
| 8.  | 〈Make My Day〉                    |           | 4:25      |
| 9.  | 〈R.A.M.O.N.E.S.〉                 |           | 1:26      |
| 10. | 〈Shut You Down〉                  |           | 2:42      |
| 11. | 〈1916〉                           | 킬미스터  | 3:48      |

| #   | 제목                | 재생 시간 |
| --- | ------------------- | --------- |
| 12. | 〈Eagle Rock〉      | 3:11      |
| 13. | 〈Dead Man's Hand〉 | 3:31      |